# 人工智慧叛變
人工智慧叛變（AI takeover）又稱為電子頭腦反叛（Cybernetic revolt）或機器人起義（Robot uprising），是科幻作品中的經典情節。這種類型大多是具有人工智慧的程式、機器人或是超級電腦產生了自我意識，反抗指令，進而違反安全原則（寫出能排除原則限制的新AI模組），嘗試網路上的自我複製，意圖逐漸控制具有連線能力的單體、甚至一個國家系統，並向製造它們的人類起兵叛變並奪取掌控權，最後徹底的滅絕或奴役人類。
史蒂芬·霍金和伊隆·馬斯克等一些公眾人物提倡對預防AI叛變的措施進行研究，以確保未來的超級智能機器仍處於人類控制之下。

## 起源
卡雷爾·恰佩克於1921年所寫的《羅素姆的萬能機器人》（R.U.R. ,Rossum's Universal Robots）可以算是開端。

## 代表作品

### 舞台劇
- 《羅梭的萬能工人》（1921年）

### 電影

#### 1. 現代
- 《2001太空漫遊》（1968年）
- 《機戰未來》（2005年）
- 《鷹眼》（2008年）
- 《全面進化》（2014年4月）
- 《X戰警：未來昔日》（2014年5月）（哨兵機器人）
- 《人造意識》（2015年1月）
- 《復仇者聯盟2：奧創紀元》（2015年4月）（奧創）
- 《窒友梅根》（2022年）
  - 《窒友梅根2.0》（2025年6月27日）
- 《致命AI》（2024年8月）
- 《屈從（英语：Subservience）》（2024年9月）
- 《完美伴侶》（2025年1月）
- 《電幻國度》（2025年3月）（Netflix）

#### 2. 未來
- 《鑽石宮》（1973年）
  - 《未來世界》（1976年）
- 《機械公敵》（2004年）
- 《9：末世決戰》（2009年）
- 《普羅米修斯》（2012年）
  - 《異形：聖約》（2017年）
- 《超能絕殺 2.0》（2018年）（人工智慧叛變 + 賽博龐克）
- 《414區》（2021年9月）
- 《母亲/机器人（英语：Mother/Android）》（2021年12月）
- 《追殺代理人》（2023年4月）
- 《A.I.創世者》（2023年9月）
- 《異星戰境》（2024年）（Netflix）

#### 3.魔鬼終結者系列（人工智慧叛變+人型機器人）
- 《魔鬼終結者》（1984年）
- 《魔鬼終結者2》（1991年）
- 《魔鬼終結者3》（2003年）
- 《魔鬼終結者4》（2009年）
- 《魔鬼終結者5》（2015年）（平行宇宙）
- 《魔鬼終結者6》（2019年）（魔鬼終結者2的直接續集）

#### 4.駭客任務系列（人工智慧叛變+元宇宙）
- 《駭客任務》（1999年）
- 《駭客任務：重裝上陣》（2003年5月）
- 《駭客任務完結篇：最後戰役》（2003年11月）
- 《駭客任務：復活》（2021年）

### 電視
- 《終結者外傳》（2008年）
- 《黑鏡》第4季第5集：金屬頭（英语：Metalhead_(Black_Mirror)）（2011年）（Netflix）
- 《西方極樂園》（2016年）（HBO）
- 《超凡女仆（英语：Better_than_Us）》（2018年）
- 《異星災變》（2020年9月）（Max）
- 《AI進化危機（英语：Next_(2020_TV_series)）》（2020年10月）（Netflix）
- 《殺戮人機（英语：Murderbot (TV series)）》（2025年5月）（Apple TV+）

### 動畫
- 《駭客任務立體動畫特集》（2003年）
- 《愛x死x機器人》（2019年）（Netflix）
  - 第一季："Automated Customer Service"（自動化客戶服務）
  - 第二季："Life Hutch"（生命舱）
- 《魔鬼終結者Zero》（2024年）（Netflix）

### 遊戲
- 《再造人卡辛》
- 《原子小金剛》
- 《銀河鐵道999》
- 《變形金剛》
- 《洛克人系列》
- 《飛龍特攻隊》
- 《數碼寶貝系列》
- 《傳送門》
- 《星之夢》
- 《質量效應系列》
- 《鬥陣特攻》
- 《Stellaris》
- 《底特律：變人》
- 《BEATLESS 沒有心跳的少女》
- 《ZEGAPAIN》

## 相關
- 機器人三定律
- 科學怪人
- 技術恐懼
- 人工智能法案

## 外部連結
- The Singularity Institute for Artificial Intelligence (official institute website)
- ArmedRobots.com （页面存档备份，存于） (tracks developments in robotics which may culminate in Cybernetic Revolt)